# Burton Mack
Burton L. Mack (1931 – 9 marzo 2022) è stato un biblista e storico delle religioni statunitense.

## Formazione e carriera
Mack conseguì il Ph.D. in Nuovo Testamento e storia delle religioni all'Università di Gottinga. Fu professore ordinario di Origini del cristianesimo alla Claremont School of Theology a Claremont. Ritiratosi dall'insegnamento nel 1996, fu nominato professore emerito. fece parte del Jesus Seminar. Mack si occupò di studi sulle origini del cristianesimo come formazione di un gruppo sociale. Condusse ricerche approfondite sulla cosiddetta fonte Q, che considerava essenziale per la comprensione del Gesù storico e delle origini del cristianesimo.

## Libri principali
- Wisdom and the Hebrew Epic: Ben Sira's Hymn in Praise of the Fathers, University of Chicago Press, Chicago, 1986
- A Myth of Innocence: Mark and Christian Origins, Fortress Press,  Philadelphia, 1988
- Patterns of Persuasion in the Gospels, Polebridge Press, 1989
- Rhetoric and the New Testament, Fortress Press, Minneapolis, 1990
- Lost Gospel: The Book of Q & Christian Origins, Harper Collins|HarperSanFrancisco, San Francisco, 1993
- Who Wrote the New Testament?: The Making of the Christian Myth, HarperSanFrancisco, San Francisco, 1996
- The Christian Myth: Origins, Logic, and Legacy, Continuum, New York, 2001
- The Rise and Fall of the Christian Myth: Restoring our Democratic Ideals, Yale University Press, 2017

## Festschrift
- Reimagining Christian Origins: a colloquium honoring Burton L. Mack, a cura di Elizabeth A. Castelli e Hal Taussig, Press International, 1996